# 3SET-BOB
3SET-BOB（サンセットボブ）は、日本のポジティブパンクバンドである。
東京を拠点として活動するスリーピースバンド。
略称は「サンボブ」。ワンダーバブルス所属。
パワフルでポップなサウンド、韻を大切にした日本語を巧みに組み合わせたリリックが特徴。
2011年本格的に活動開始。

## メンバー
YUSUKE （ギター、ボーカル、作詞、作曲）
1990年4月27日生まれ、東京都足立区出身。O型。趣味は釣り。
RUKA （ドラムス、ボーカル)
1989年11月26日生まれ、山形県米沢市出身。小さい。
KAI （ベース、ボーカル）
1991年3月14日生まれ、神奈川県横浜市出身。細い。

## 概要
- 男性2人、女性1人のスリーピース。
- 2015年12月に旧メンバー（ベース）が脱退、2016年2月よりKAIが加入。[2]
- 3SET-BOBと言うバンド名はYUSUKEが中学生の時につけたもの。Hi-STANDARD、10-FEET、BLINK-182らに影響を受け名前にハイフンと数字を入れたが、3(サン)と読ませるのは"俺は日本人だぜ"というイメージを付けたかったから。[3]
- ドラムスのRUKAは小柄な為、YUSUKEはメンバー探しの際にドラムを叩いている映像を見て「ドラマーの女の子が小さくて見えなかった」とインタビューで語っている。[3]
- YUSUKEの釣り好きが高じ、釣りにちなんだ楽曲も作られた。「MATCH THE BAIT」(2ndALBUM 「3FLAVOR」収録曲) のタイトルは釣り用語であり、女の子を追いかける様を釣りになぞらえて歌っている。[4]

尚この曲は、全国200店舗を超える中古釣具チェーン店タックルベリーで、2016年9月度の店内放送BGMに抜擢された。

## 番組
- MUSIC B.B. - #901(7/4～7/10放送)-#904(7/25～7/31放送)「CREPE」ONAIR (TOKYO MXほか)[6][7][8][9]

## メディア
- skream! 2017年7月号 INTERVIEW[10]
- skream! 2016年9月号 INTERVIEW[11]
- 激ロック 2016年8月号 INTERVIEW[12]

## ミュージックビデオ
| 監督           | 曲名                  | 備考   |
| -------------- | --------------------- | ------ |
| WONDER BUBBLES | 「IN THE NIGHT」      |        |
| WONDER BUBBLES | 「LOVELY LIFE」       |        |
| WONDER BUBBLES | 「KIDDING」           |        |
| WONDER BUBBLES | 「MR.PARADOX」        |        |
| WONDER BUBBLES | 「CREPE」             | [ 32 ] |
| WONDER BUBBLES | 「SUMMER DAAAY」      | [ 33 ] |
| WONDER BUBBLES | 「POSITIVE THINKING」 |        |
| WONDER BUBBLES | 「MATCH THE BAIT」    | [ 34 ] |
| WONDER BUBBLES | 「UP&UP」             | [ 35 ] |
| WONDER BUBBLES | 「24x7」              | [ 36 ] |
| WONDER BUBBLES | 「それでもまだ」      |        |
| WONDER BUBBLES | 「LIT!」              |        |
| WONDER BUBBLES | 「I MY ME」           |        |